# Edwin Eliason
Edwin Eliason, född 1 maj 1938, är en amerikansk bågskytt. Han deltog vid olympiska sommarspelen 1972.